# Municipio Regional de Peel
El Municipio Regional de Peel (también conocido como Región de Peel) es un municipio regional en el sur de la provincia de Ontario, Canadá. Se compone de tres municipios al oeste y al noroeste de Toronto: las ciudades de Brampton y Mississauga, y la ciudad de Caledon. Toda la región es parte del área metropolitana de Toronto y el anillo interior del Golden Horseshoe. La sede regional está en Brampton. Con una población de 1.296.814 (censo de 2011), la Región de Peel es el segundo municipio más grande de Ontario después de Toronto. Debido a la inmigración y su infraestructura de transporte (con siete series de 400 carreteras que sirven a la región, y el Toronto Pearson International Airport ubicados completamente dentro de sus límites), la Región de Peel es un área de rápido crecimiento con una población joven y un perfil cada vez mayor.